# Eduard Schiff
Eduard Liberius Schiff  (* 4. März 1849 in Triest; † 5. März 1913 in Wien) war ein österreichischer Dermatologe. Er war ein Pionier der Röntgen- und Radiumtherapie in Österreich.
Schiff besuchte das deutschsprachige Gymnasium in Triest und die Gelehrtenschule des Johanneums in Hamburg. 1868 absolvierte er die Matura in Triest und studierte danach Medizin in Wien und Würzburg. 1875 wurde er in Wien in Medizin promoviert. Anfangs befasste er sich mit Neurologie, wandte sich dann aber der Dermatologie zu und war Assistent von Heinrich Auspitz an der Wiener Poliklinik und Sekundararzt von Auspitz beim Wiener Allgemeinen Krankenhaus. 1884 habilitierte er sich in Dermatologie und Syphiliskunde und erhielt 1901 den Titel eines außerordentlichen Professors. 1896 wurde er Leiter der Hautabteilung am Ersten Öffentlichen Kinder-Krankeninstitut. Er hatte eine umfangreiche Praxis und behandelte auch viele ausländische Patienten.
Schiff setzte die Röntgentherapie in der Dermatologie ein und erzielte mit Leopold Freund 1897 damit Erfolge bei Hauttuberkulose. Er setzte auch Radium für die Therapie ein und gründete vor 1900 ein Institut für Radiographie und Radiotherapie, das später Universitätsinstitut wurde. Er setzte sich für einen staatlichen Gesundheitsdienst ein.
1892 wurde er Ritter der Ehrenlegion. 
Er war Autor in der Real-Encyclopädie der gesammten Heilkunde.

## Schriften
- Der gegenwärtige Stand der Röntgentherapie, 1901
- Radiumtherapie der Hautkrankheiten, in: P. Lazarus (Hrsg.), Handbuch der Radium-Biologie und -Therapie, 1913